# Atınç Nukan
Atınç Nukan (ur. 20 lipca 1993 w Stambule) – turecki piłkarz grający na pozycji obrońcy w niemieckim klubie RB Lipsk.

## Kariera klubowa
Karierę piłkarską rozpoczął w 2004 roku w Küçükçekmecesporze. W 2006 roku trafił do Beşiktaşu JK. 22 kwietnia 2010 podpisał profesjonalny kontrakt z pierwszym zespołem tego klubu, w którym zadebiutował 7 maja 2010 w meczu z Manisasporem. W sezonie 2010/2011 wraz z klubem zdobył Puchar Turcji. We wrześniu 2013 został wypożyczony do Dardanelsporu. W lipcu 2015 podpisał pięcioletni kontrakt z RB Leipzig. W sierpniu 2016 roku został wypożyczony do Beşiktaşu. W lipcu 2017 został ponownie wypożyczony do tego klubu na kolejny sezon.

## Kariera reprezentacyjna
Nukan grał w młodzieżowych reprezentacjach Turcji do lat 16, 18 i 19. W seniorskiej kadrze zadebiutował 13 listopada 2015 w wygranym 2:1 meczu z Katarem.

## Życie osobiste
Jego ojciec również był piłkarzem, natomiast brat Mert jest koszykarzem.